# 东君
东君，中国古代楚国神话中的神祇。
关于东君的神格，历来说法不一。通常认为东君是指太阳神，但也有月神说，也有認為東君和東皇太一為同一位神明的說法。
屈原所著《东君》被编入《楚辭·九歌》中。

## 外部連結
- 维基文库中的相關文獻：東君